# Une vie d'amour
Albums de Mireille Mathieu
Films and Shows
(2006) Le Bonheur en chansons
(21 octobre 2014)
Une vie d'amour est un triple best-of francophone de la chanteuse française Mireille Mathieu. Annoncée sur le site officiel de la chanteuse dans un communiqué de presse le 28 avril 2014, cette compilation regroupe à la fois les plus grandes chansons de son répertoire mais aussi quelques nouveaux enregistrements inédits et sort le 6 octobre 2014.

## Chansons de la compilation
| 1.                              | Mon credo                                                                  | André Pascal, Paul Mauriat                                 | 2:51 |
| 2.                              | Qu'elle est belle                                                          | Richard Ahlert, Pierre Delanoé, Eddy Snyder                | 2:15 |
| 3.                              | Paris en colère                                                            | Maurice Vidalin, Maurice Jarre                             | 2:35 |
| 4.                              | La dernière valse                                                          | Hubert Ithier, Les Reed                                    | 3:07 |
| 5.                              | La première étoile                                                         | André Pascal, Paul Mauriat                                 | 3:37 |
| 6.                              | Pardonne-moi ce caprice d'enfant                                           | Patricia Carli                                             | 3:21 |
| 7.                              | Pourquoi le monde est sans amour                                           | Jean Schmitt, Patricia Carli                               | 2:52 |
| 8.                              | Une histoire d'amour                                                       | Catherine Desage, Francis Lai                              | 2:59 |
| 9.                              | Acropolis Adieu                                                            | Catherine Desage, Christian Bruhn                          | 3:26 |
| 10.                             | À quoi tu penses, dis                                                      | Catherine Desage, Francis Lai                              | 2:42 |
| 11.                             | En frappant dans nos mains                                                 | Hubert Ithier, Michael Kunze, Georges Moroder              | 3:42 |
| 12.                             | La Paloma adieu                                                            | Catherine Desage, Christian Bruhn                          | 3:51 |
| 13.                             | Folle, folle, follement heureuse                                           | Tony Renis, Charles Aznavour, A. Testa                     | 3:39 |
| 14.                             | L'amour oublie le temps                                                    | Catherine Desage, Christian Bruhn                          | 3:07 |
| 15.                             | Un jour tu reviendras                                                      | A. Travia, M. Lacour, Ennio Morricone                      | 5:09 |
| 16.                             | On ne vit pas sans se dire adieu                                           | H. Dijan, Zacar                                            | 4:19 |
| 17.                             | Addio                                                                      | Vline Buggy, Laurent Rossi                                 | 2:50 |
| 18.                             | Tous les enfants chantent avec moi                                         | Eddy Marnay, Bobby Goldsboro                               | 3:20 |
| 19.                             | Amour défendu                                                              | Robert Jung, Eddy Marnay, Christian Bruhn                  | 3:28 |
| 20.                             | La Valse à Mimi                                                            | Charles Level, Robert Vincent                              | 3:15 |
| 21.                             | Mille colombes                                                             | Eddy Marnay, Christian Bruhn                               | 3:52 |
| 22.                             | À Blue Bayou                                                               | Roy Orbison, Eddy Marnay, Joe Melson                       | 3:59 |
| 23.                             | Santa Maria de la Mer                                                      | Eddy Marnay, Christian Bruhn                               | 3:36 |
| 24.                             | Je t'aime avec ma peau                                                     | Catherine Desage, Francis Lai                              | 3:41 |
| 25.                             | Un dernier mot d'amour                                                     | Claude Lemesle, Roberto Carlos, E. Carlos                  | 3:45 |
| 26.                             | Les Pianos du paradis                                                      | N. Sedaka, Eddy Marnay, H. Greenfield                      | 2:41 |
| 27.                             | Une femme amoureuse                                                        | Robin Gibb, Barry Gibb, Eddy Marnay                        | 4:11 |
| 28.                             | Bravo tu as gagné                                                          | B. Anderson, B. Ulvaeus, Charles Level                     | 4:36 |
| 29.                             | Promets-moi                                                                | Robin Gibb, Barry Gibb, Eddy Marnay                        | 4:12 |
| 30.                             | Nous comme des fous                                                        | Charles Level, Jean Claudric                               | 3:10 |
| 31.                             | Nos souvenirs                                                              | T.S. Elliott, T. Nunn, Eddy Marnay, A.L. Webber            | 3:47 |
| 32.                             | New-York, New-York                                                         | Eddy Marnay, F. Ebb, J. Kander                             | 2:59 |
| 33.                             | Trois milliards de gens sur Terre                                          | Eddy Marnay, Jean Claudric                                 | 3:25 |
| 34.                             | Chanter                                                                    | Pierre Delanoé, Jean-Pierre Bourtayre                      | 4:35 |
| 35.                             | Made in France                                                             | Pierre Delanoé, Jean-Pierre Bourtayre                      | 3:32 |
| 36.                             | Après toi                                                                  | Claude Lemesle, U. Balsamo                                 | 4:03 |
| 37.                             | Rencontres de femmes                                                       | Eddy Marnay, A. Cogliati, P. Cassano                       | 3:57 |
| 38.                             | L'enfant que je n'ai jamais eu                                             | Didier Barbelivien, Pascal Auriat                          | 3:27 |
| 39.                             | Marie Média                                                                | Louis Amade, Francis Lai                                   | 3:22 |
| 40.                             | Une place dans mon cœur                                                    | Julien Melville, Patrick Hampartzoumian                    | 3:30 |
| 41.                             | Une vie d'amour                                                            | Charles Aznavour, Georges Garvarentz                       | 3:51 |
| 42.                             | Ce n'est rien                                                              | Ycare, Jean Claudric                                       | 2:34 |
| 43.                             | De vous à moi                                                              | C. O'Hara, Yaël Benamour                                   | 3:38 |
| 44.                             | Prends le temps                                                            | Mireille Mathieu                                           | 2:52 |
| 45.                             | Ces instants de ma vie                                                     | Pascal Auriat, Didier Barbelivien                          | 3:32 |
| 46.                             | Et c'était bien                                                            | Pierre André Dousset, Francis Lai                          | 2:44 |
| 47.                             | Je ne sais rien de toi                                                     | Catherine Desage, Francis Lai                              | 2:43 |
| 48.                             | Tout pour être heureux                                                     | Catherine Desage, Francis Lai                              | 3:20 |
| 49.                             | Je n'ai jamais eu de poupées                                               | Catherine Desage, Francis Lai                              | 2:29 |
| 50.                             | Les violons de Géorgie                                                     | Eddy Marnay, S. Tilson                                     | 2:48 |
| 51.                             | Sometimes                                                                  | Bob Mason, Les Reed                                        | 3:05 |
| 52.                             | Adesso volo                                                                | B. Zambrini                                                | 3:35 |
| 53.                             | El viejo amor                                                              | Poupée, M. Clavell                                         | 2:26 |
| 54.                             | Der Zar und das Mädchen                                                    | Georg Buschor, Christian Bruhn                             | 2:58 |
| 55.                             | The Waltz of Goodbye                                                       | Michael Kunze, Jean Claudric                               | 3:11 |
| 56.                             | Medley espagnol (Solamente una vez, Recuerdos de Ypacaraj, Quiereme Mucho) | A. Lara, D. Ortiz, Z. de Mirkin, G. Roig                   | 5:38 |
| 57.                             | C'est l'amour                                                              | Mireille Mathieu                                           | 2:42 |
| 58.                             | Non pensera a me                                                           | T. Alberto, E. Sciorilli                                   | 3:04 |
| 59.                             | Sakura                                                                     | /                                                          | 2:08 |
| 60.                             | Le temps du muguet/ Podmoskovniye vechera                                  | Mikhaïl Matoussovski, Francis Lemarque, V. Soloviov, Sedoi | 3:15 |
| 3 heures 25 minutes 21 secondes |                                                                            |                                                            |      |

## Remarques
- Une des nouvelles chansons de ce best-of intitulée Ce n'est rien, est écrite par le jeune musicien Ycare, ancien participant de la Nouvelle Star[3] sur une musique du compositeur Jean Claudric.
- Mireille a écrit et composé elle-même deux chansons de ce best-of, Prends le temps et C'est l'amour.
- Sony Music France publie sur sa chaîne YouTube le clip de la chanson-phare de l'album, Une vie d'amour, le 15 octobre 2014[4]
- Après 12 semaines de classement non-stop au Top Album du SNEP, la compilation atteint le 18 décembre 2014, le cap des 50 000 exemplaires vendus. Mireille obtient donc un disque d'or pour ces ventes.
- En présence du chanteur Ycare, Mireille Mathieu reçoit le 15 janvier 2015 son disque d'or pour plus de 50.000 ventes de cet album[5].

## Classements
| Pays              | Meilleure position | Certification | Ventes |
| ----------------- | ------------------ | ------------- | ------ |
| France            | 8                  | Or            | 50 000 |
| Belgique Wallonie | 8                  |               |        |
| Belgique Flandres | 130                |               |        |